# Doloclanes muoibon
Doloclanes muoibon är en nattsländeart som beskrevs av Malicky 1995. Doloclanes muoibon ingår i släktet Doloclanes och familjen stengömmenattsländor. Inga underarter finns listade i Catalogue of Life.